# Klaus Regling
Klaus P. Regling, né le 3 octobre 1950 en Lübeck, est un économiste allemand et l'ancien directeur général du mécanisme européen de stabilité.

## Biographie
Regling est diplômé en économie (université de Hambourg, 1971) et a obtenu un master en économie de l'université de Ratisbonne en 1975. Il commença sa carrière au Fonds monétaire international à Washington dans le programme pour jeunes professionnels. Il passa les deux premières années au sein du département d'analyse et le département Afrique.
- 1980-1981 : département économique, Association bancaire allemande (Bundesverband deutscher Banken).
- 1981-1985 : économiste à la division des affaires monétaires européennes, ministère des Finances allemand.
- 1985-1991 : Fonds monétaire international, Washington et Jakarta
- 1991-1998 : ministère des Finances allemand.
  - 1991-93 : chef de division des affaires monétaires internationales.
  - 1993-94 : vice-directeur général des Relations Monétaires et Financières Internationales.
  - 1995-98 : directeur général des Relations monétaires et financières européennes.
- 1999-2001 : directeur général, Moore Capital Strategy Group à Londres :
- 2001-2008 : Commission européenne
  - Directeur général aux affaires économiques et financières
  - Membre du comité économique et financier
  - Vice-gouverneur de la BERD
  - Membre du directoire de la BEI
- 2008-2009 : membre de la commission Issing en Allemagne
- 2010-2013 : directeur général du Fonds européen de stabilité financière
- Depuis octobre 2012, il est directeur général du mécanisme européen de stabilité